# Андріївка (селище, Баштанський район)
Андрі́ївка — селище в Україні, у Баштанській міській громаді Баштанського району Миколаївської області. Населення становить 273 особи.

## Населення
За переписом населення України 2001 року в селищі мешкали 273 особи.

### Мова
Розподіл населення за рідною мовою за даними перепису 2001 року:
| Мова       | Відсоток |
| ---------- | -------- |
| українська | 92,31 %  |
| російська  | 6,59 %   |
| молдовська | 1,10 %   |